# 國立陽明交通大學
國立陽明交通大學（英語：National Yang Ming Chiao Tung University）中文簡稱陽明交大，英文縮寫NYCU。是一所校址位於台灣新竹市東區的公立研究型大學，由國立交通大學（1896年成立，1958年在臺復校）及國立陽明大學（1975年創立）於2021年2月1日合併成立，是一所科系專業涵蓋理工、醫學及人文等領域的大學，旗下共有20個學院。
陽明交通大學的校址定於新竹光復校區，並以新竹光復校區與台北陽明校區做為雙主校區，但實際運作中的校區還包含台北北門校區、新竹六家校區、新竹博愛校區、台南歸仁校區以及位於宜蘭蘭陽校區的國立陽明交通大學附設醫院。如果加上規劃中的台北士林校區、桃園青埔校區以及高雄校區，陽明交大共有10個校區分布於台灣6個縣市。
在教育部的高教深耕計畫中，陽明交通大學與台灣大學、成功大學、清華大學是四所參與全球鏈結全校型計畫的大學。同時陽明交大也與清大、中央及政大同是臺灣聯合大學系統成員。

### 原交通大學及陽明大學校史

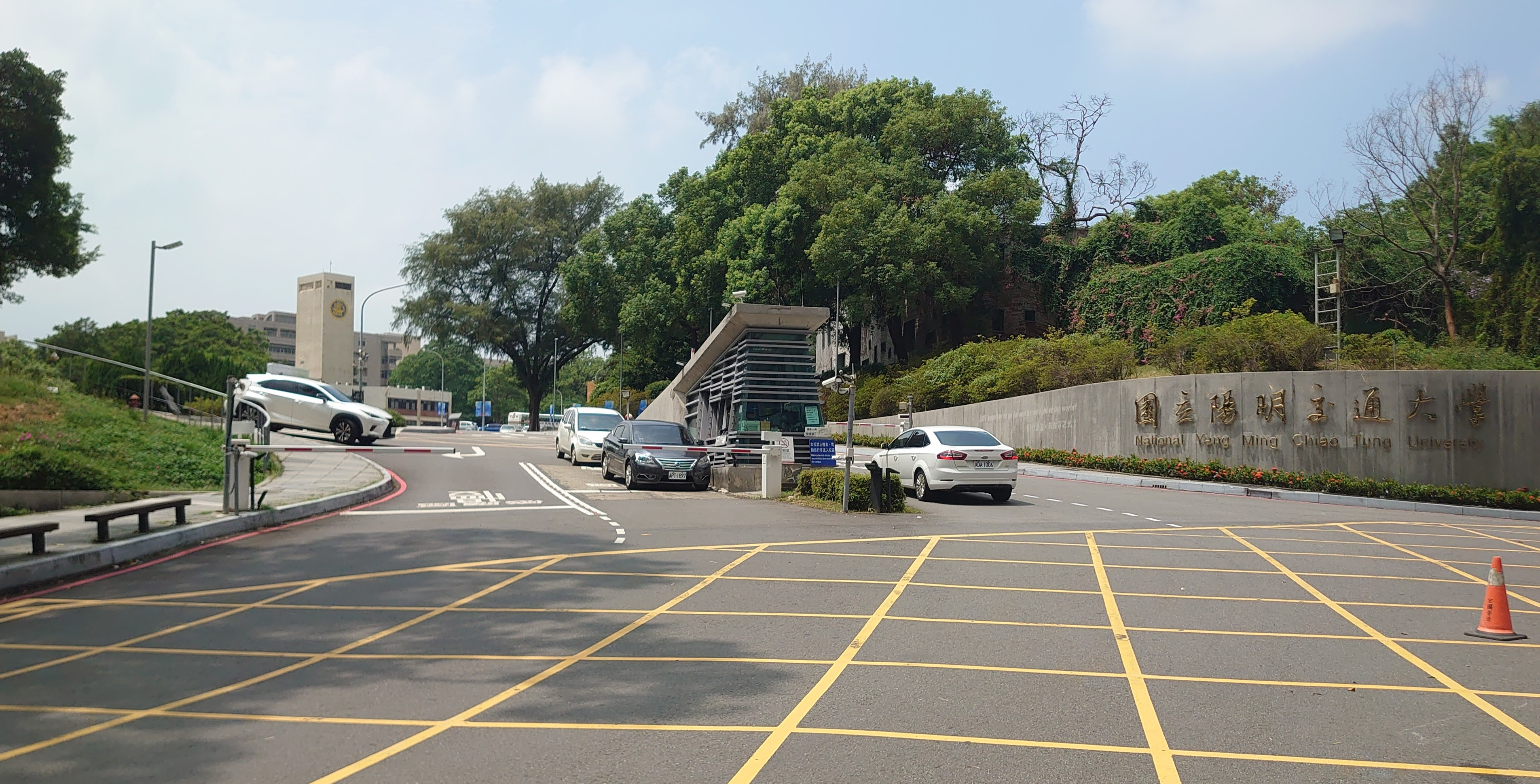
合校後校址（光復校區）北大門

## 校史

### 兩校合併過程

#### 1998-2002：合校的起點
陽明交大合校歷史可追溯至1998年至2000年，惟最早啟動合校的反而是清大。鑒於陽明、台北榮總與清大在生物醫學長達數年的合作，陽明大學前校長張心湜於1998年向當時的清華大學校長劉炯朗提出合校構想，清大於1999年11月24日決定成立研究小組，由副校長陳信雄主持。當時適逢台大於竹北籌設醫院，社會對於新竹醫療資源與生醫園區的討論沸沸揚揚，鑒於清大與交大都缺乏醫學院，陽明也有意設立醫院，在陽明大學前校長曾志朗於2000年接任教育部長後，立即促成三所大學校長達成共識，決定仿照美國加州大學，整合為聯盟式的「大學系統」，除原三校區外將聯合成立總部，並於新竹設立一個三校與國家衛生研究院共同合作的新校區。
三校討論年餘卻因過於複雜，最終由交大先與陽明討論合校，清大則與馬偕醫院討論合辦醫學院。交大校務會議率先於2001年1月10日通過兩校合併意願書，暫訂以國立陽明交通大學作為新校名來推動合校。2001年3月，交大校長張俊彥與陽明校長吳妍華共同簽署合併意願書，同意合校後以「國立陽明交通大學」為校名，惟最終合校案因未獲得交大校務會議支持而作罷。
儘管如此，在大學整合的社會氛圍下，雖然三校或兩校合校未果，仍促成清大、交大、陽明與中央大學決定成立「松竹陽梅」聯盟，最後於2002年7月獲教育部同意成立「台灣聯合大學系統」。

#### 2015-2016：重啟合校未果
2000年前後的合校熱議，雖未達成最終結果，但卻已埋下整合種子。2015年，包含清大、交大、政大等校再度與時任陽明大學校長梁賡義表達深化合作並進一步合校的意願。在考量合校歷史與互補性下，梁賡義選擇先與交大重啟合校。
2015年9月至11月，兩校共同招開合校工作小組會議，再度確立合校後名稱為國立陽明交通大學，同年12月9日，陽明大學校務發展委員會通過合校備忘錄，交通大學隨後於12月16日的校務會議亦通過合校備忘錄，重新啟動延宕十餘年的合校進程。
看似即將達成共識的合校，卻因溝通不足，雙方皆有師生未瞭解合校歷史而反映校方未事前告知，進而出現反彈聲浪，最終導致陽明學生會於2016年1月4日陽明大學校務會議審議合校備忘錄前夕，大動作招開記者會訴諸媒體，質疑校方決策倉促黑箱作業要求緩議。
記者會後兩日，陽明大學於1月6日招開校務會議，在師生皆存有疑慮的情況下決議延長討論時間以凝聚共識。為回應黑箱作業的質疑，陽明大學校方亦於3月至4月間連續舉辦10場座談會，惟這場重啟合校的努力，在一開始就遭逢校內師生反對的態勢下，陽明大學在5月的校務會議中以不同意票43票大於同意票38票否決了合校備忘錄。重啟合校最後以失敗告終。

#### 2018-2021：合校最後一哩路
就在合校案停擺一年多後，陽明大學迎來同樣是校友的前疾病管制署署長郭旭崧擔任校長。當年對於清大與陽明合校，郭旭崧就持較為開放的態度，加上教育部高等教育深耕計畫的評選結果，再度讓合校有了轉圜空間。
陽明大學在2018年未能進入高等教育深耕計畫Global Taiwan全校型學校名單，評選意見認為該校受限於規模太小、集中生醫領域，缺乏理工與人社支持恐會局限其發展為國際一流大學的機會。這樣的結果讓陽明大學校務會議授權郭旭崧校長籌組中長程校務發展策略研議任務小組，小組成員於該年暑假拜訪交大、清大與教育部，合校再度被納入未來發展的選項之一。
聽取任務小組分析報告後，陽明大學於同年9月26日的校務會議決議啟動合校，清大與交大皆表態爭取。有了過去合校失敗的前車之鑑，這次校方定調所有合校程序務必公開透明、多方溝通、符合民主程序。清大校長賀陳弘、交大校長張懋中多次訪問陽明、三校皆在校內舉辦多場說明會並互相拜訪，促成了三校各單位的交流。
同年11月28日，交大臨時校務會議通過與陽明商議合校的單方合校意向書，再次承諾將以「國立陽明交通大學」為校名來推動合校，成為一個月後陽明大學校務會議優先選擇與交大合校的關鍵。
陽明大學校務會議於12月26日就合校議約優先順序進行表決，確定合校優先對象為交通大學，若未能成功則會再與清大議約。清大對於結果表示尊重與祝福。
2019年，作為合校工作討論與決議平台的合校工作委員會，分別於兩校成立，並納入學生代表，首次會議於同年2月14日西洋情人節當天招開。3月27日，兩校校務會議正式通過合校意向書，並於3月28日提報教育部。
期間適逢交大校長張懋中任期屆滿，交大停止新任校長遴選準備工作，由時任副校長的陳信宏代理校長，與陽明校長郭旭崧共同輪流擔任合校工作委員會主席。
4月16日，交大與桃園市政府簽合作意向書，將在青埔桃園體育園區站旁打造國家級生醫研究中心，未來將與陽明合作開發。6月2日，陽明大學宣布109學年度起醫學系增設「醫師工程師組」，前兩年在交大上課，為兩校專業整合之前導。
攸關重大的校名於8月底底定，確認中文校名為「國立陽明交通大學」，英文校名「National Yang-Ming Chiao Tung University」，簡寫YMCT。惟因國內公立大學英文縮寫皆以N(國立)開頭U(大學)結尾，在隔年的會議討論中，英文校名簡稱再改為NYCU並刪除連字號。要呈報教育部的合校計畫書，最終於9月18日兩校校務會議中，陽明端以65票贊成20票反對，交大端以59票贊成15票反對通過。
2020年6月24日，教育部完成合校計畫書審議，並報請行政院「惠予同意」。8月12日，陽明與交大發出共同聲明，宣布合校案已獲得行政院和教育部同意，將自2021年2月1日起合校為「國立陽明交通大學」。根據《國立陽明大學與國立交通大學合併計畫書》，合校所需經費共計95億元，其中自籌65億元，其餘30億元向教育部申請補助。教育部最終核准4億元的基本設施補助，其餘新建館舍包含在台北陽明校區興建的智慧健康大樓共計26億元經費，將循行政院公共工程程序申請。這筆迄今沒有具體下文的26億元經費，也成為日後師生與校友質疑合校的標的。
兩校合校工作委員會持續就合校後的暫行組織規程、識別系統等繼續討論，以期讓陽明交大成立後能有基本的組織法與校務委員。儘管最終未能產出新校徽，但第一屆校務會議代表確定總人數120人，以合併前陽明大學及交通大學各自占總人數二分之一為原則，確立了對等合校的原則。校址則經由抽籤決定於原本國立交通大學的校本部新竹光復校區。
在校長遴選方面，最後由李友專、林一平、林奇宏三人通過第一階段遴選。2021年1月10日，遴選小組選定林奇宏為首任校長。
1月21日，國立交通大學校長陳信宏和國立陽明大學校長郭旭崧各自於新竹與台北的校長辦公室，使用甫接通的各校區電話分機校內互打對談，象徵校區硬體已完成整合，準備迎接2月1日國立陽明交通大學成立。
因應即將成立的陽明交大，國立交通大學於2020年年底宣布校門口的校銜名牌將於2021年1月25日拆除，一時之間師生校友蜂擁拍攝紀念照，校門口大排長龍成為熱門打卡景點。陽明校門口的校銜名牌則於2021年1月29日上午拆除。同時為紀念兩校原有的光榮歷史，雙方協議各自保留一舊校名牌樓，交大保留在台復校的博愛校區牌樓，陽明則保留原本位於校門口的牌樓。
歷經20餘年的合校終於開花結果，陽明大學郭旭崧校長與交通大學張懋中校長、陳信宏校長領導的行政團隊在過程中的折衝協調，秉持公開透明的民主程序居功厥偉。包含校務會議公開討論、官方網站設立合校專區、舉辦數十場公聽說明會、主動發布新聞稿、並將決策納入學生與校友，都讓過去黑箱作業的質疑降到最小。過去批評黑箱作業的學生，在這次合校中反而站在支持的一方。其次，社會氛圍也利於合校，除教育部樂觀其成外，蔡英文總統也公開表達「樂見」，認為合校有利於台灣培育智慧醫療產業新世代人才。儘管如此，仍有蔡篤堅、林敏哲、王文娟等陽明校友擔心合校將喪失主題性，成立陽明大學反併校聯盟持續發聲，成為這次合校過程中少數反對意見。

### 陽明交大成立後
2021年2月1日，國立陽明交通大學正式成立。揭牌典禮上午在台北陽明校區、下午在新竹光復校區分別舉行，台北由時任副總統賴清德與前副總統陳建仁出席，新竹則由時任新竹市長林智堅與縣長楊文科與會。首任校長林奇宏啟動「一樹百穫計畫」，力拼百日後提出未來三年計畫藍圖，整合全校師生校友對新學校的期待。

#### 雙主校區
陽明交大以合校前兩校原有的主校區運作，平日亦有交通車往返台北與新竹供教職員生免費搭乘。原本因地制宜加速行政效率的構想，卻因為功能性主管增加，部分校內老師及校友都曾發文批評人事浮濫破壞體制，是陽明交大合校初期的紛擾之一。這樣的人事安排直到合校第二年後才取消校務長的設計，並逐漸恢復為各一級行政單位只有一名正主管配合二名副主管。

#### 識別系統

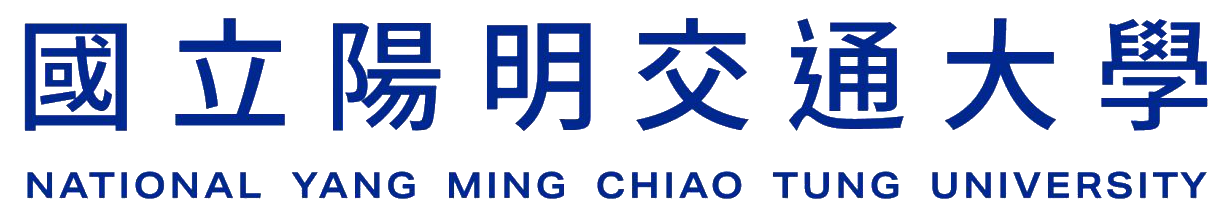
陽明交大甫成立的暫行識別標誌，可見合併後的英文校名「National Yang Ming Chiao Tung University」

合校前由兩校合校工作委員會授權組成的識別系統設計小組，雖已完成設計但因未有共識，故陽明交大成立時並無正式識別標誌。為方便行政運作，林奇宏校長於第一次校務會議中直接公布暫行識別標誌，後續並委託外部單位進行設計。期間因校外設計再度未達共識，設計最終回到由校內師生及校友組成的識別系統工作小組，改採對外徵件的方式辦理。最終直到合校第三年2023年5月，校方才正式公布校徽、標誌、代表色、標準字等樣式。

#### 校務會議
首屆校務會議代表任期屆滿後，第二屆代表應於2022年8月1日上任。惟當時校內對於是否仍要維持合併前陽明及交大人數各半的原則激烈爭辯，有校內老師提案應仿照國內各大學，以學院規模來分配席次，此舉引發部分師生認為已破壞對等合校原則。就在第一屆代表任滿前夕，校務會議通過延任案，直接規定「本會議首二次組成之各類代表產生方式，各依合併前國立陽明大學及國立交通大學原有規定之精神辦理。」，並授權校方組成特別小組進行修法研議。
2024年5月，經小組研議報告後，校務會議通過了融合全校普選與學院代表精神的選舉制度，並限縮行政主管視為當然代表的權力，同時擴大約聘人員與學生參與。同年暑假舉辦第三屆校務會議代表選舉。

#### 新設單位
為推動博雅教育，於2021年進行通識教育改革，整合通識教育中心、體育教育中心、藝文中心以及社教中心，成立新的一級行政單位「博雅書苑」。
配合《國家重點領域產學合作及人才培育創新條例》開放國立大學與企業合設研究學院，陽明交大是全台第一所以產學共創模式，成立產學創新研究學院的大學，學院下設前瞻半導體研究所、智能系統研究所，於2021年12月21日由時任總統蔡英文、行政院長蘇貞昌、教育部長潘文忠等政商人士出席揭牌典禮，首任院長為前台積電技術長暨研發副總經理孫元成。
配合政府發展太空科技，科技部於2021年就開始與陽明交大洽談設立太空研究所的可行性，最終2023年工學院正式成立太空系統工程研究所，研究領域分為衛星與通訊系統、火箭系統以及系統工程管理與應用。同年8月31日，陽明交大第四度申請新設中醫學系終獲教育部與衛生福利部以外加名額的方式同意，2024年開始招收第一批學生，成為台灣首個設立中醫學系的國立大學。
2023年9月開設「學士後電子與光子學位學程」，招收非理工背景的大學畢業生投入半導體產業。之後獲得台積電贊助，整合原有的奈米科學及工程學士學位學程，在大學部成立半導體工程學系，分為固態電子及奈米科學兩組，於2024年9月招收第一屆新生。除了高等教育外，該校也與台積電文教基金會等外部單位合作，針對高中生開設「大哥哥大姊姊開講半導體」微課程，亦與勞動部桃竹苗分署合作，針對待業社會人士有「半導體與重點科技產業人才發展基地」職訓計畫。再與美國普渡大學簽署「台美半導體人才躍升計畫」，兩校攜手共同開設半導體線上課程，發展全球適用的半導體人才培育體系。
2024年，再將產學合作業務自研究發展處獨立成立產學共創處。同年8月，陽明校區人文與社會科學院、交大校區人文社會學院，整併為「人文藝術與社會學院」。位於博愛校區的生物科技學院亦更名為工程生物科學學院。

### 附設高中
陽明交大原於2023年邀請新竹女中改隸為附屬高中，改隸案亦經新竹女中於同年6月30日校務會議通過同意改隸。惟新竹女中畢業校友紛紛跳出來反對，8月9日達到4500人參與反改隸連署，並北上教育部陳情。最終在教育部表示沒有充分落實校內外溝通，不符合程序要件下無疾而終。
同年12月轉而邀請國立竹北高級中學改隸為附屬高中，竹北高中於2024年1月校務會議決議同意邀請，雙方於同年4月29日簽訂改隸附中合作備忘錄。合作備忘錄及改隸評估報告也行文教育部審議，竹北高中改隸為陽明交大附中正式進入法制程序。國立竹北高級中學預計於2025年改制更名為「國立陽明交通大學附屬竹北高級中等學校」。

## 校區簡介
台北陽明校區與新竹光復校區是兩個面積最大的校區。目前仍在興建或規劃中而未啟用的校區還包含台北士林校區、桃園青埔校區以及高雄校區。各校區由北至南基本資料如下：
| 校區名稱 | 設置年 | 位置         | 面積({\displaystyle m^{2}}) | 備註                                |
| -------- | ------ | ------------ | --------------------------- | ----------------------------------- |
| 蘭陽校區 | 2008年 | 宜蘭縣宜蘭市 | 57,522.25                   | 附設醫院蘭陽院區                    |
| 蘭陽校區 | 2008年 | 宜蘭縣宜蘭市 | 17497.38                    | 附設醫院新民院區                    |
| 陽明校區 | 1975年 | 台北市北投區 | 498,235.28                  | 原陽明大學總校區                    |
| 士林校區 | 興建中 | 台北市士林區 | 1,429.51                    |                                     |
| 北門校區 | 1979年 | 台北市中正區 | 1,793                       | 運輸與物流管理研究所 經營管理研究所 |
| 青埔校區 | 規劃中 | 桃園市中壢區 |                             |                                     |
| 六家校區 | 2009年 | 新竹縣竹北市 | 25,001.15                   | 客家文化學院                        |
| 博愛校區 | 1958年 | 新竹市東區   | 142,842.95                  | 工程生物科學學院                    |
| 光復校區 | 1979年 | 新竹市東區   | 627,260.42                  | 原交通大學總校區                    |
| 歸仁校區 | 2009年 | 台南市歸仁區 | 81,991                      | 光電學院 智慧科學暨綠能學院         |
| 高雄校區 | 2025年 | 高雄市左營區 | 22,100                      | 延伸教育及在職專班                  |

### 蘭陽校區

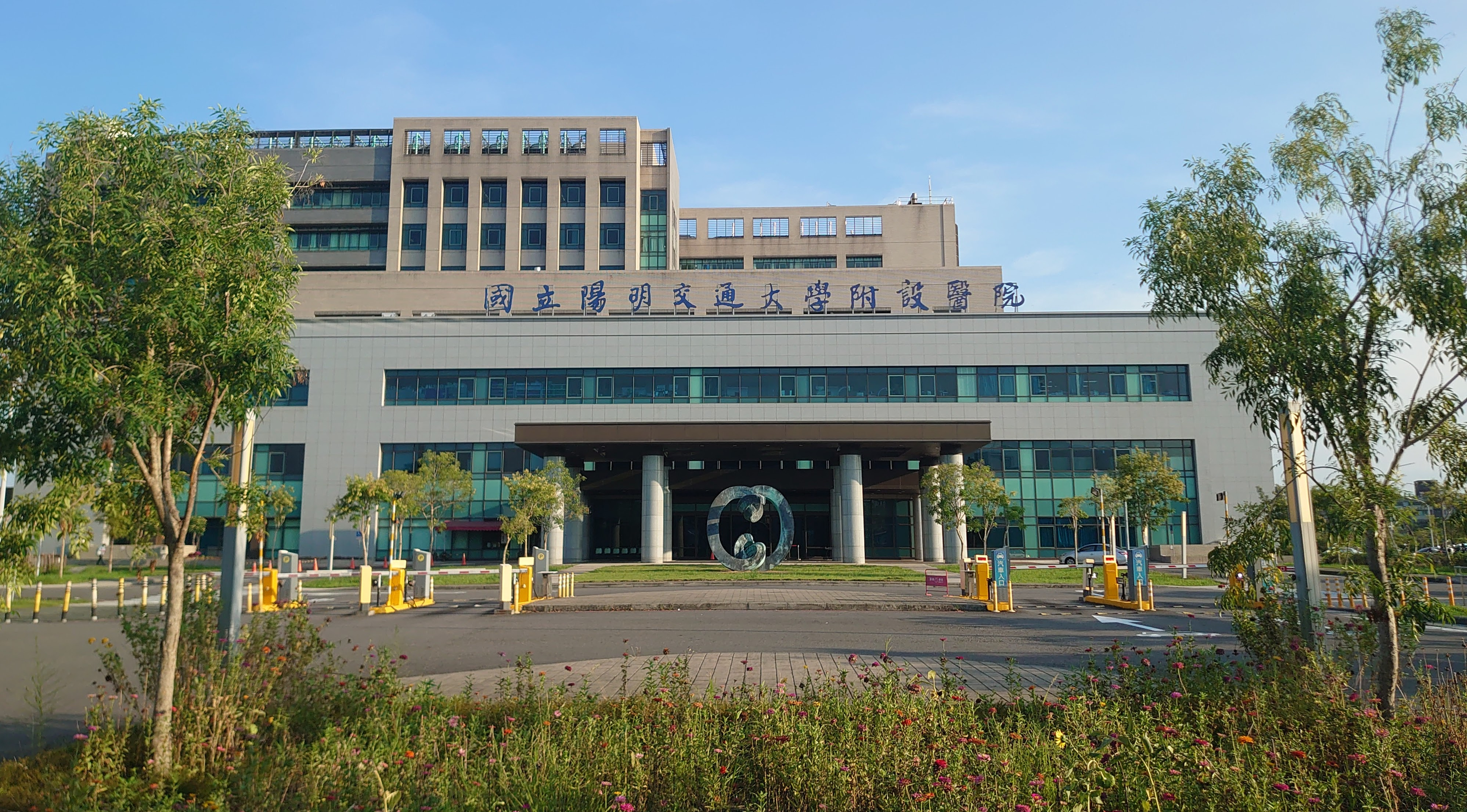
陽明交大附設醫院蘭陽院區

國立陽明交通大學附設醫院所在地，為該校醫學相關科系的教學醫院，分為蘭陽院區與新民院區。原為行政院衛生署宜蘭醫院，2008年起改制為國立陽明大學附設醫院，不再隸屬衛生署管轄，也不再委託台北榮民總醫院經營。初期以新民院區為主要院區，2016年蘭陽院區完工啟用後，現已成為主要提供醫療服務的院區。蘭陽院區後方停車場於2023年底進行二期工程擴建，包含醫療大樓、教學研究大樓等將於2027年完工。
該院歷史可追溯至日本統治時期，是宜蘭地區歷史最悠久的醫院。現設有10個醫療部中心、42個醫療科及5個醫事單位，在衛生福利部醫療分級中屬於區域醫院。除了作為教學醫院外，每年暑假皆有十字軍社的學生配合該院計畫前往宜蘭進行健康訪視及社區關懷，是該校學生深入社區的據點之一。

### 陽明校區

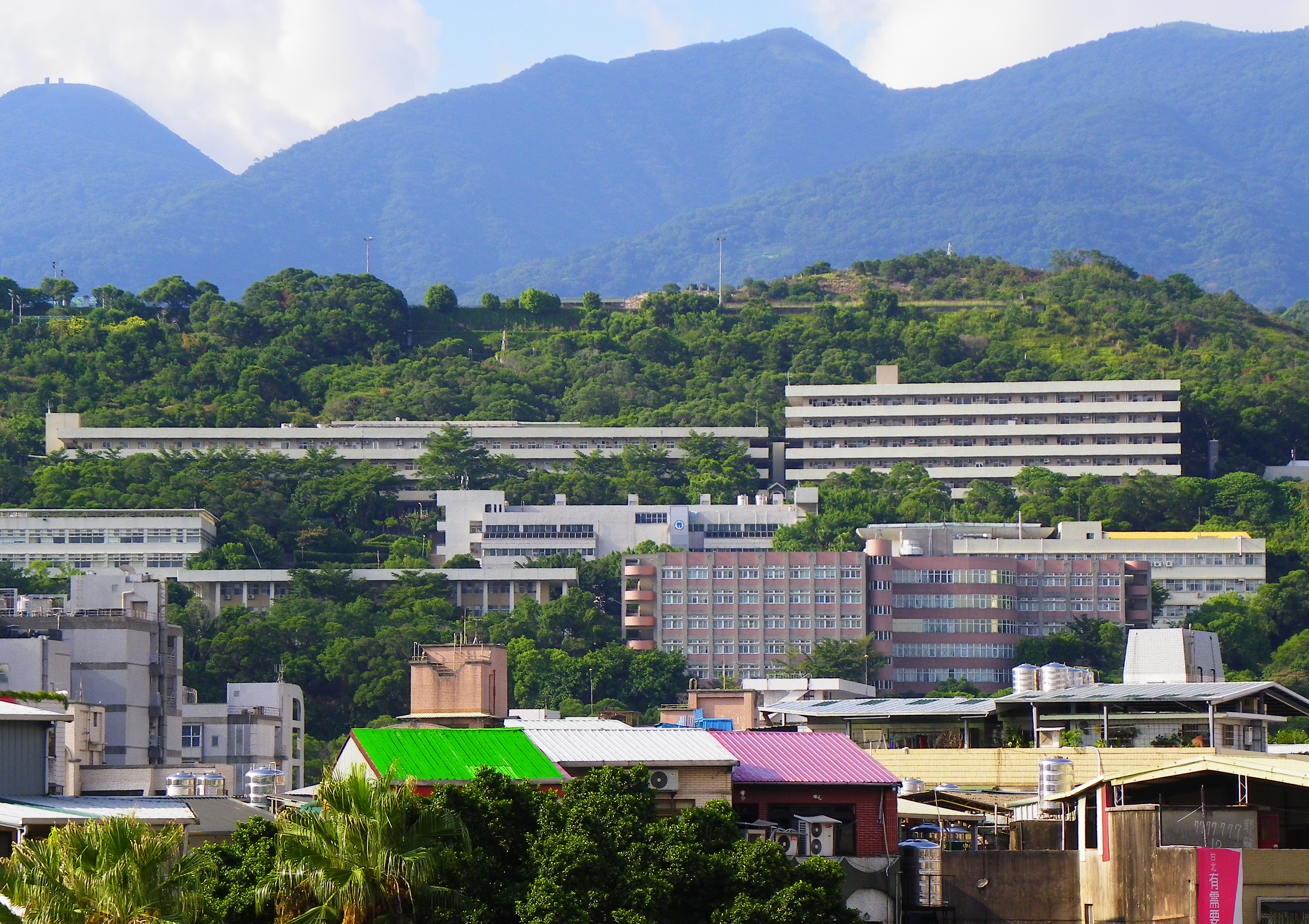
陽明校區

校區有八成都是山坡地，故校舍建築依山坡而建，上課教室為於半山腰的教學大樓，田徑場則位於山頂是其特色。
該校區當年是在時任國防部長蔣經國培育醫學人才的要求下，由臺北榮民總醫院協助設立陽明醫學院，是戰後台灣第一所國立醫學院，也是解碼人類第四號染色體的地方。與臺北榮總之間有榮陽隧道可以相通。現在為陽明交大醫學相關科系的教研場地，設有醫學院、生物醫學暨工程學院、護理學院、生命科學院、牙醫學院、藥物科學院及人文藝術與社會學院。
陽明校區是台北知名郊山軍艦岩的登山口，亦保留清朝時期關渡平原的灌溉水道八仙圳，這條水道現多已改為地下涵管，在陽明校區仍可見到露天的樣子。由於地勢較高，山頂田徑場可部份看到台北101大樓，學生有時會在此俯瞰台北夜景或舉辦跨年活動。

### 士林校區
鄰近士林官邸。於2018年舉行動土典禮，當時規劃是一棟地上6層、地下2層的大樓，未來將做為創新育成中心及相關教學研究單位使用。

### 北門校區
位於市定古蹟臺北郵局內是其主要特色。該棟建物於1930年竣工，由栗山俊一設計，現由中華郵政北門郵局及陽明交大共用，北門郵局入口位於博愛路，北門校區入口則在忠孝西路。
此校區為陽明交大最小的校區。一至四樓設有辦公室與教室，目前為管理學院經營管理研究所及運輸與物流管理研究所的教研場地。1970年，新竹博愛校區成立管理科學研究所碩士班。1973年，北遷至台北市，暫借台北工專（今國立台北科技大學）為上課地點，後因學生人數愈來愈多，1976年一度搬遷至板橋、1979年再搬至現址。未來將配合臺北市政府西區門戶計畫，遷入「國家創意創新暨金融中心」大樓。

### 青埔校區
2019年4月16日，桃園市政府與國立交通大學簽訂《桃園市教育研發暨醫療園區合作意向書》。青埔全球校區位置距離桃園捷運桃園體育園區站5分鐘，面積2.7公頃，主要作為推動「教育研發暨醫療園區」使用，未來計畫設立全球商管學院、醫療發展學院及醫學中心等級之醫院。

### 六家校區
建築外觀為客家圓樓，由建築師謝英俊設計，目前是該校客家文化學院所在地。是在2000年左右，政府有意籌設客家大學院校的政策氛圍下成立。除學院客家圓樓的主體建築外，另有兩棟歷史建築包含「小問禮堂」作為研究計畫執行空間，供短期研究人員使用，以及「忠孝堂」則作為小型工作坊、沙龍，以及靜態展覽使用。
該校區位於竹北民俗公園，周遭的古厝包含大夫第、大問禮堂、林家祠等歷史建築與古蹟，是全台客家文化保留最好的地方之一。學院特設計成圓樓造型，除共同形成融合傳統與現代的景觀外，也是該校履行大學社會責任保留客家文化的基地。

### 博愛校區
國立交通大學1958年在台復校的初始校地，也是台灣研發第一顆電晶體的所在地，堪稱台灣半導體產業最早發源地之一。由政府徵收土地，校友會捐款及美援經費完成第一棟校舍興建，該棟校舍即今日以前校長淩鴻勛的字號竹銘，所命名的竹銘館。第二棟校舍直到1960年才完成興建作為圖書館之用。其後歷經學系成長與學生人數增加，雖曾擴增校地但仍無法負荷，最終校本部於1978年遷入今日的光復校區。
該校區目前是工程生物科學學院以及實驗動物中心的大本營，亦是智慧醫療推動中心模擬病房的所在地，也有校友捐建的竹銘醫院正在興建中。依照該校博愛校區風華再現計畫，博愛校區將是陽明交大工程生物與智慧醫療的基地。

### 光復校區

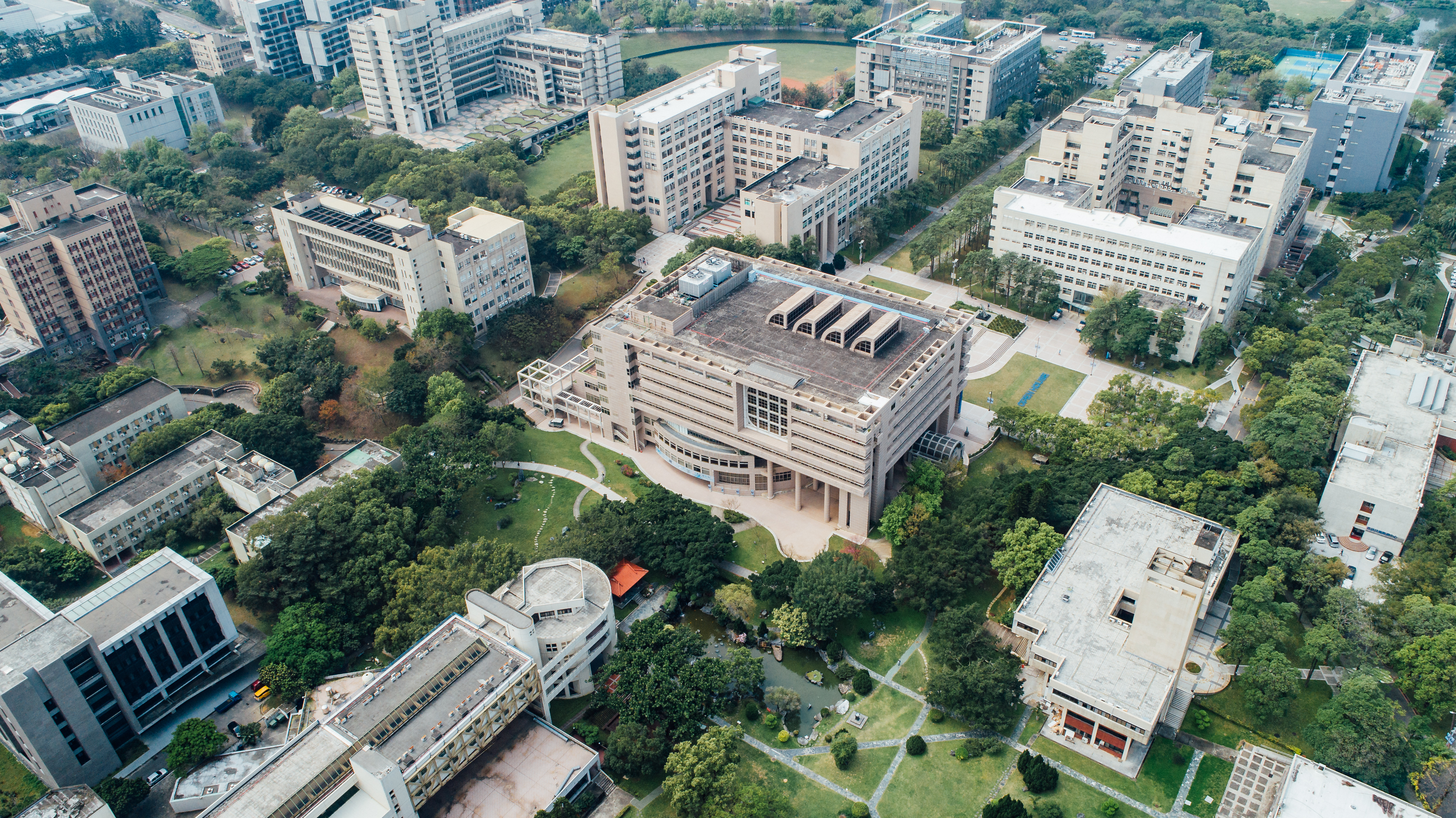
光復校區

官方校址所在地，也是該校面積最大的校區，鄰近新竹科學園區、工研院、國家高速網路與計算中心、國家太空中心等，使之成為培育台灣科技產業及產學研發的重鎮。目前設有工學院、管理學院、理學院、電機學院、人文藝術與社會學院、科技法律學院、資訊學院、國際半導體產業學院及產學創新研究學院。
交大在台復校初期位於博愛校區，後續因校地不足曾計畫遷往高雄市澄清湖畔。因屢次協調未成，最後在行政院院長蔣經國一句「科學也是國防」說服陸軍提供威武營區作為校地，即為今日的光復校區。

### 歸仁校區
亦稱台南分部。位於沙崙綠能科學城內，陽明交大是第一個進駐該科學城的單位，設有光電學院、智慧科學暨綠能學院。該校區目前分別有奇美樓、致遠樓兩棟大樓，奇美樓是由奇美電子與奇美實業共同捐贈，是教職員生主要上課地點；2020年再啟用致遠樓，由時任總統蔡英文親臨揭幕，為一垂直整合的產學合作大樓。緯創資通與群聯電子於2024年再捐建2棟產學大樓。

### 高雄校區
高雄市長陳其邁於2024年1月2日召開記者會，現有高雄蓮潭會館及公務人力發展中心，將作為陽明交大高雄校區校址。這塊位於左營蓮池潭旁的土地，高雄市政府規劃為國家重點領域校際研教園區，包含陽明交大與清華大學都將設校。陽明交大高雄校區於2025年7月4日在行政院長卓榮泰、高雄市長陳其邁見證下率先揭牌。有別於新竹光復校區以培養學術研發人才為主，高雄校區將著重於延伸教育及在職專班，以培養在地產業所需人才為優先考量。

## 歷任校長
| 任別 | 姓名   | 任期                       |
| ---- | ------ | -------------------------- |
| 1    | 林奇宏 | 2021年2月1日-2025年1月31日 |
| 2    | 林奇宏 | 2025年2月1日-現任          |

## 大學排名
- 2026年：英國QS世界大學排名世界第199名，台灣第3名[114]。
- 2022年：英國泰晤士世界大學排名世界第301-350名，台灣第3-4名。
- 2022年：美國新聞與世界報導全球最佳大學排名世界第587名，台灣第3名。
- 2021年：中國世界大學學術排名世界第401-500名，台灣第3-6名。
- 2021年：遠見雜誌台灣最佳大學綜合排名第2名[115]。

## 校園生活

### 宿舍與會館
宿舍的部分，台北陽明校區、新竹光復校區、新竹博愛校區與台南歸仁校區設有學生宿舍，其中陽明校區有7棟、光復校區有12棟、博愛校區有6棟、歸仁校區有1棟宿舍，提供單人房至四人房不等的房型。
會館的部分，陽明校區有「西安會館」、「山腰會館」；光復校區有「竹湖會館」、「逐風會館」；博愛校區有「食品路會館」；歸仁校區的宿舍建築亦設有會館提供學者專家短期住宿。

### 圖書館
兩所主圖書館分別位於台北陽明校區的圖書資訊暨研究大樓，以及新竹光復校區的浩然圖書資訊中心，另外在台北北門校區、新竹六家校區、台南歸仁校區及宜蘭的附設醫院皆設有圖書室，各校區彼此可流通書籍。由於同屬台聯大系統，亦提供清大、中央與政大跨校圖書代借代還服務。兩所主圖書館內設有陽明億空間、交大發展館作為校史典藏。

### 校隊社團
運動代表隊
該校在籃球、排球、羽球、網球、桌球、棒球、足球、田徑、游泳、射箭等十項運動設有校級運動代表隊。另陽明校區學生在籃球、排球、羽球、網球、桌球、足球等有醫學盃代表隊。
學生自治組織
全校性學生自治組織為國立陽明交通大學學生會，由交通分會（原國立交通大學學生聯合會）及陽明分會（原國立陽明大學學生會）於110年2月1日組成。在陽明交大成立前，原兩校學生會就已完成單一全校性學生會的組織規章制定，讓合校後學生會可無縫接軌運作。依據國立陽明交通大學學生會組織規程及分會獨立的自治精神，陽明分會、交通分會各自獨立行使陽明校區、交通校區內學生自治事務，並各推派7名學生代表組成「學生代表大會」選舉會長、負責全校一致的學生權益問題、促進兩分會的溝通和合作、協調分會間的分工和爭議。
十字軍社
前身為1978年由周碧瑟教授創立的陽明十字軍，曾獲得醫療奉獻獎。成立前十年以金門地區的子宮頸癌防治及衛教為主，後轉型投入社區預防醫學。配合各地衛生所，挨家挨戶家訪為民眾量血壓、驗尿糖，並轉介衛生所建檔追蹤診治，開啟社區預防醫學落實於基層的先驅。2012年起，陽明十字軍投入宜蘭地區，走訪宜蘭市38個里，拜訪過1萬餘名65歲以上長者，對健康情形追蹤，發現罹患1種以上慢性疾病比率達85%、2種以上亦接近60%，對宜蘭市在地流行病學，提供醫療機構及社福單位相當完整的田野資料。奠基於陽明十字軍宜蘭計畫的田野資料，在學術研究方面已於國際期刊陸續發表15篇著作，面向涵蓋睡眠、握力、衰弱、心律變異等，是相當具研究潛力之社區高齡世代研究。

### 體育藝文
梅竹賽
最早是交大與清大之間的體育競賽，於每年二月底至三月初進行，競賽內容包括：棋藝、籃球、排球、足球、桌球、羽球、棒球、橋藝、網球等，為兩所大學間的年度盛事。第一屆梅竹賽是在1969年，期間停賽過8次。截至2024年，雙方戰績為陽明交大23次總錦標(合計交大時期)、清華大學16次總錦標，並有3次平手。時至今日，梅竹賽已成為兩校共同的傳統，甚至是家喻戶曉的活動。1995年，梅竹賽與TVBS電視台合作製播梅竹賽專輯，將比賽實況透過網路播放。
陽明山會師大縱走
是一項登山社與校方共同於每年四、五月間舉辦的縱走活動，縱走路線涵蓋陽明山主要的登山步道，師生可依據體能參與不同難易度的攀登路線。
環校路跑
2005年，原交大開始舉辦環校路跑，以光復校區為競賽場地，每人跑完兩圈（約4.4公里）視為跑完全程。2013年路線更改，第一圈為環校道路，第二圈為環校道路+西區（總計約5公里），完賽將可領取原創紀念衫一件。
藝術季
藝術季自2000年由原交大開始舉辦，由藝文中心籌辦，每年皆有不同規劃且內容多元，多為講座、劇團演出、展覽。
藍花楹創作獎
是一個鼓勵學生文藝創作的校級獎項，包含文學獎、攝影獎、影片獎，其中文學類進一步細分為新詩組、散文組、小說組。獲獎作品於每年三月在陽明校區舉辦成果展。

### 徵才博覽會
「Open House 企業校園徵才」為學校為了幫助即將自陽明交通大學畢業的學生順利進入職場就業，所舉辦的活動，旨在「打開學校大門，讓學生接觸社會」。活動自1988年開始舉辦，當時第一屆學長姐提出了「一流人才，進一流企業」的標語。現在是校內每年吸引眾多的廠商及學生參與的活動之一，活動內容包括公司說明會、名人講座、企業徵才、抽獎等。

## 研究中心
陽明交大共有30多個校級研究中心，各學院也設有研發單位。知名的研究中心有：

### 健康長壽與老化科學研究中心
前身為高齡與健康研究中心，是該校布局高齡社會的重點研究單位，主持人為知名高齡學者，同時也是關渡醫院院長陳亮恭。

### ICF暨輔助科技研究中心
是由衛生福利部委託成立的國家級輔具資源整合推廣中心，該中心每年皆會舉辦輔具暨長期照護大展，是目前台灣規模最大的輔具展。

### 腫瘤與免疫學研究中心
前身為台北榮總與陽明大學於2000年創立的「榮陽基因體研究中心」，是台灣最早創立的基因體研究中心。是「榮陽團隊」在2000年5月8日公布人類第四號染色體千萬鹼基定序後，該校與台北榮總合作最重要的研究中心之一。近年逐漸將研究重心轉為癌症與免疫。

### 前瞻火箭研究中心

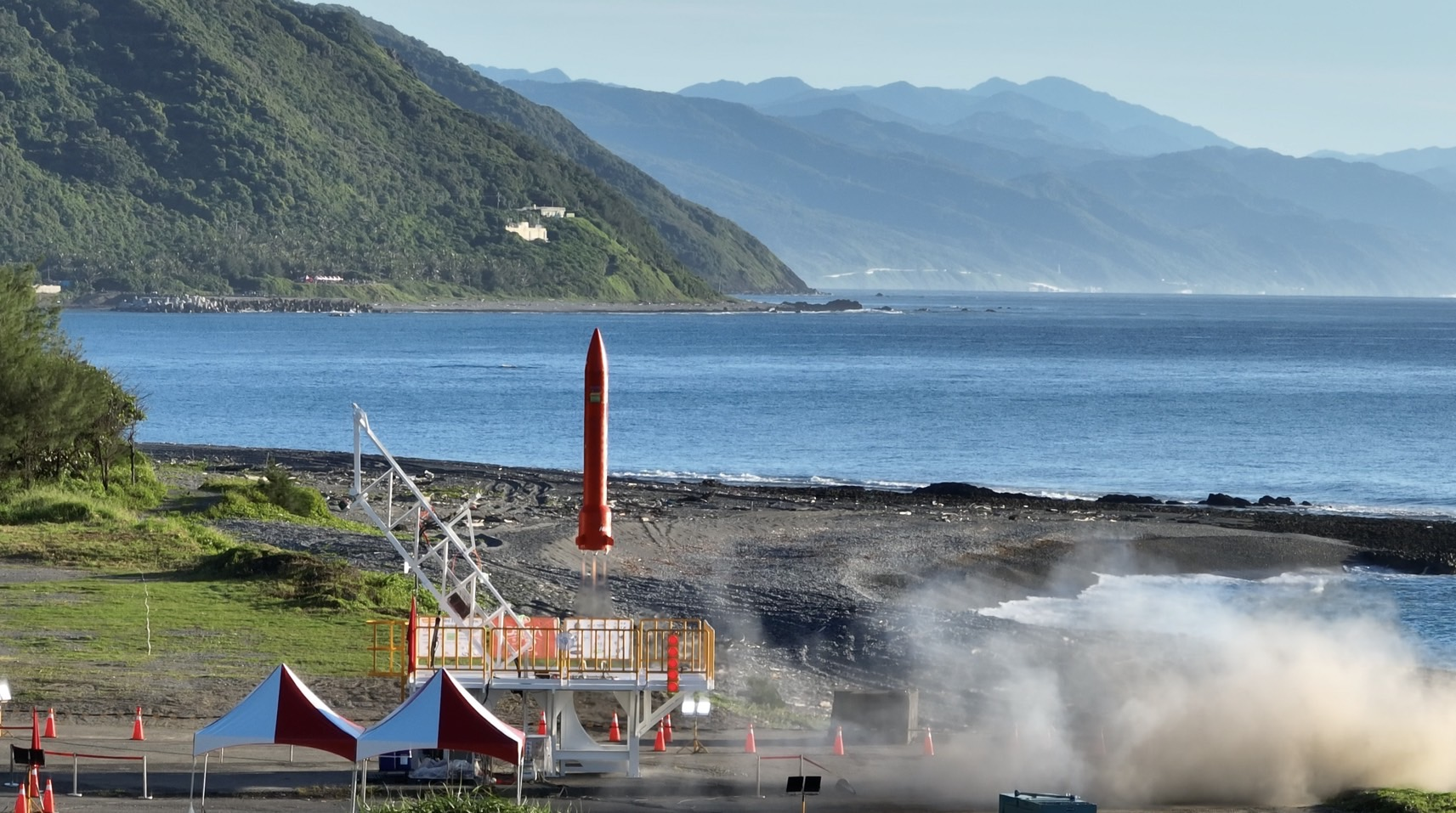
前瞻火箭研究中心科研火箭測試，為旭海發射場首次發射任務

國立陽明交通大學前瞻火箭研究中心，英文簡稱ARRC，於2012年6月在企業界與私人捐款贊助下設立，由「火箭阿伯」吳宗信教授擔任第一任主任，是該校最具代表性的航太研究機構之一，樂團五月天歌曲《頑固》的MV即以ARRC為藍本拍攝。

### 高等教育開放資源研究中心
該中心的「ewant育網」是台灣規模最大與最主要的開放式線上課程平台，提供一般民眾自主學習，也有針對高中生先修大學課程的自主學習專區。

## 校園景觀

### 陽明九景
合校前的陽明大學師生曾票選出校園九大景點分別是：軍艦岩、榕園、韓園、山頂操場及木棧道、音前徒步區、異空間、憶空間、藝空間、神農坡。榕園內刻有國立陽明大學校名的巨型花崗岩，是金門縣政府為感念當年十字軍付出所贈，當年由軍艦運抵台灣。韓園為已故前校長韓偉的墓園（衣冠塚），園內刻有「非以役人，乃役於人」八個大字。神農坡是工友鄧傲寒在1978年刻於岩壁巨石上的大字，期勉學生效仿神農嚐百草濟世救民的精神，位於男一舍旁坡道。

### 楊英風雕塑
位於新竹光復校區。陽明交大與雕塑藝術家楊英風的緣分始於緣慧潤生－1996年慶賀國立交通大學百年校慶的作品。之後校方與楊英風藝術教育基金會合作成立「楊英風藝術研究中心」，希望透過其個人思想及作品研究，帶動美學藝術的提升並創造臺灣藝術的獨特價值。
學校之中另外還有正氣、明月、海鷗、翔龍獻瑞、水袖、茁生、風調雨順、龍賦、鳳凌霄漢、南山晨曦、龍嘯太虛、夢之塔共13件楊英風的作品。這些雕塑雖有原版標示，但據悉為複製品。
光復校區浩然圖書資訊中心前的鳳凰來儀同為楊英風先生的作品。而校方也蒐集校園美景並分別彙整為：圖書館八景、交大十六景。

### 竹湖
1978年整建光復校區時，便計畫在之中設立人工湖。隔年竣工，並命名「竹湖」，以紀念前校長淩鴻勛（字竹銘）。竹湖為陽明交通大學的象徵，也是附近居民平時散步的好場所，陽明交通大學的學生也時常在竹湖附近約會，而竹湖音近似「竹狐」，因此梅竹賽陽明交通大學的吉祥物為「狐」（而清大的吉祥物為熊貓，因為其主食為「竹子」）。竹湖同時也被選為新竹市的新八景之一。

### 資訊先鋒牛車雕塑
坐落於新竹光復校區工程三館資訊學院旁，為一尊牛車載送電腦的雕像，乃紀念台灣第一部真空管電腦於1962年自基隆港藉由牛車緩慢運送至新竹交大的歷史。

### 小問禮堂與忠孝堂
位於新竹六家校區，於2007年登錄新竹縣歷史建築，屬於六家古厝群的一部份，是清乾隆十四（1749）年左右，林孫彰率子從廣東饒平來台後，其子孫在台落地生根逐漸形成的林氏家族聚落。問禮堂也是前新竹縣縣長林保仁的老家。這兩棟古厝屬於縣政府所有，目前由陽明交大管理維護。

## 相關連結
- 臺灣大專院校列表
- 臺灣大專院校整併
- 發展國際一流大學及頂尖研究中心計劃

## 外部連結
- 國立陽明交通大學（繁體中文）
- 國立陽明交通大學的Facebook專頁
- YouTube上的國立陽明交通大學頻道
- 國立陽明交通大學體育室 （页面存档备份，存于）
- 國立陽明交通大學學生社團 （页面存档备份，存于）